# 콜노군

포들라스키에주 지도에 표시된 콜노군의 위치

콜노군(폴란드어: powiat kolneński)은 폴란드 포들라스키에주에 위치한 군으로 군청 소재지는 콜노이며 면적은 939.73km2, 인구는 38,249명(2019년 기준), 인구 밀도는 41명/km2이다.
북쪽으로는 바르미아마주리주 피시군, 북동쪽으로는 그라예보군, 서쪽으로는 마조프셰주 오스트로웽카군과 접한다. 6개 지방 자치체(1개 도시, 1개 도시형 농촌, 4개 농촌)를 관할한다.

군기
군 문장